# Macclesfield (Carolina del Nord)
Macclesfield és una població dels Estats Units a l'estat de Carolina del Nord. Segons el cens del 2000 tenia 458 habitants.

## Demografia
Segons el cens del 2000, Macclesfield tenia 458 habitants, 209 habitatges i 142 famílies. La densitat de població era de 346,7 habitants per km².
Dels 209 habitatges en un 22% hi vivien nens de menys de 18 anys, en un 49,3% hi vivien parelles casades, en un 14,8% dones solteres, i en un 31,6% no eren unitats familiars. En el 31,1% dels habitatges hi vivien persones soles el 17,7% de les quals corresponia a persones de 65 anys o més que vivien soles. El nombre mitjà de persones vivint en cada habitatge era de 2,19 i el nombre mitjà de persones que vivien en cada família era de 2,69.
Per edats la població es repartia de la següent manera: un 18,8% tenia menys de 18 anys, un 6,3% entre 18 i 24, un 24,7% entre 25 i 44, un 27,7% de 45 a 60 i un 22,5% 65 anys o més.
L'edat mediana era de 45 anys. Per cada 100 dones de 18 o més anys hi havia 85,1 homes.
La renda mediana per habitatge era de 34.412 $ i la renda mediana per família de 36.806 $. Els homes tenien una renda mediana de 27.750 $ mentre que les dones 22.188 $. La renda per capita de la població era de 17.042 $. Entorn del 5,9% de les famílies i el 7,9% de la població estaven per davall del llindar de pobresa.

## Poblacions més properes
El següent diagrama mostra les poblacions més properes.